# 개미 혁명
《개미 혁명》(프랑스어: La Révolution des fourmis)은 프랑스 작가 베르나르 베르베르의 소설이다. 이 책은 《개미》와 《개미의 날》의 속편에 해당한다.

## 줄거리
《개미》의 주연배우 개미 103683호(이하 103호)는 인간 세계를 탈출해 벨로캉으로 돌아오는 길에 벨로캉 개미들을 만나 자신이 인간 세계에서 본 것들을 이야기한다. 더불어 말벌에게 로열젤리를 얻어 여왕개미가 된 103호는 불과 도구를 사용하는 법을 가르친다. 또한 103호는 진보를 원하지 않는 벨로캉으로 쳐들어가 새 주인이 되고 '손가락 혁명'을 주도하게 된다. 한편 인간 세계에서는 퐁텐블로 고등학교에서 사람들이 ‘개미 혁명’이라고 농성을 하고, 막시밀리앵 경감은 농성자들을 해산시키기위해 경찰대를 투입한다. 탈출한 쥘리와 다윗은 퐁텐블로 숲의 비밀동굴로 들어가 가 다른 동료들과 조나탕 웰즈, 아더라미레 등을 만나게 된다. 그들은 경찰의 침입에 맞서 개미 로봇을 내보낸다. 마침내 새로운 혁명이념으로 무장한 개미들은 인간과 상호 협력 협정을 맺기 위해 퐁텐블로 숲의 피라미드로 찾아들지만, 경찰이 개미 로봇들을 공격하기 위해 뿌린 살충제에 죽음을 당한다. 피라미드 안의 사람들은 무고한 개미들이 죽어가는 것을 보고 경찰에 항복한다. 1년 후 쥘리는 다시 백과사전을 가져다 놓는다.

## 같이 보기
- 베르나르 베르베르
- 개미 삼부작의 등장인물